# خورهه (محلات)
خورهه روستایی در دهستان خورهه بخش مرکزی شهرستان محلات استان مرکزی ایران است.

## جمعیت
بر پایه سرشماری عمومی نفوس و مسکن در سال ۱۳۹۵ جمعیت این روستا ۴۲۵ نفر (۱۸۸خانوار) بوده‌است.